# شهرستان آکتون
اکتون بخش منطقه‌های شهر (به انگلیسی: Acton Regional County Municipality) یک سکونتگاه مسکونی در کانادا است که در Montérégie واقع شده‌است.

## خصوصیات
اکتون بخش منطقه‌های شهر ۵۸۳٫۰۰ کیلومترمربع مساحت و ۱۵٬۳۸۱ نفر جمعیت دارد.